# ロレイン・ピルキントン
ロレイン・ピルキントン (Lorraine Pilkington、1974年4月18日 - ) は、アイルランドの女優。

## 出演作品
- ロボットボーイ - トミー・ターンブル
- キャプチャー・ザ・フラッグ 月への大冒険!